# 佐賀県道331号北方朝日線
佐賀県道331号北方朝日線（さがけんどう331ごう きたがたあさひせん）は、佐賀県武雄市を通る一般県道である。

## 概要
武雄市朝日町大字甘久（あまぐ）から武雄市朝日町大字中野に至る。
主要地方道である佐賀県道34号北方川古線の一部の区域の国道498号昇格に伴い、残部が一般県道に格下げされた。

### 路線データ
- 起点：武雄市朝日町大字甘久字新堀1994番1地先[1]（佐賀県道24号武雄多久線交点）
- 終点：武雄市朝日町大字中野字中小路10262番地先[1]（朝日町川上交差点、国道498号交点）
- 総延長：2.6379 km[1]

## 歴史
- 2017年（平成29年）3月31日 - 佐賀県告示第365号により、国道498号と経路を交換する。路線名の由来となっている旧北方町域内の国道34号交点である大崎西交差点（現：北方工業団地入口交差点）から高橋駅に程近い武雄市朝日町内の佐賀県道24号武雄多久線交点に変更された[1]。

## 路線状況

### 道路施設

#### 橋梁
- 大正橋（武雄市）
- 年玉橋（杉岳川、武雄市）

## 地理

### 通過する自治体
- 武雄市

### 交差する道路
| 交差する道路            | 交差する場所             | 交差する場所            |
| ----------------------- | ------------------------ | ----------------------- |
| 佐賀県道24号武雄多久線  | 朝日町大字甘久（あまぐ） | 起点                    |
| 佐賀県道270号中野武雄線 | 朝日町大字中野           | 朝日町中野交差点        |
| 国道498号               | 朝日町大字中野           | 朝日町川上交差点 / 終点 |

### 沿線
- JR九州佐世保線 高橋駅（起点付近）
- 武雄市立朝日小学校